# 唐家礼
唐家礼（1901年—1990年），男，江西吉安人，中华人民共和国军事人物、政治人物，曾任天津军分区司令员，天津市政协副主席。